# Équipe du Rwanda féminine de basket-ball
Cet article traite de l'équipe féminine. Pour l'équipe masculine, voir Équipe du Rwanda masculine de basket-ball.
Maillots
L'équipe du Rwanda féminine de basket-ball est l'équipe nationale qui représente le Rwanda dans les compétitions internationales féminines de basket-ball. Elle est placée sous l'égide de la Fédération rwandaise de basket-ball (FERWABA). L'équipe est affiliée à la FIBA depuis 1977.
Les Rwandaises terminent neuvièmes du Championnat d'Afrique en 2009 et en 2011 avant d'obtenir une quatrième place en 2023. L'équipe ne s'est jamais qualifiée pour les Jeux olympiques ou la Coupe du monde.

## Résultats

### Palmarès
| Compétitions mondiales                             | Compétitions continentales |
| -------------------------------------------------- | -------------------------- |
| - Jeux olympiques - Néant - Coupe du monde - Néant | - AfroBasket - Néant       |

### Parcours en compétitions internationales

#### Jeux olympiques
| Année | Position           |      | Année         | Position |               | Année | Position |
| 1976  | Équipe inexistante | 1996 | Non qualifiée | 2016     | Non qualifiée |       |          |
| 1980  | Non qualifiée      | 2000 | Non qualifiée | 2020     | Non qualifiée |       |          |
| 1984  | Non qualifiée      | 2004 | Non qualifiée | 2024     | Non qualifiée |       |          |
| 1988  | Non qualifiée      | 2008 | Non qualifiée | 2028     | -             |       |          |
| 1992  | Non qualifiée      | 2012 | Non qualifiée | 2032     | -             |       |          |

#### Coupe du monde
| Année | Position           |      | Année         | Position |               | Année | Position |
| 1953  | Équipe inexistante | 1979 | Non qualifiée | 2006     | Non qualifiée |       |          |
| 1957  | Équipe inexistante | 1983 | Non qualifiée | 2010     | Non qualifiée |       |          |
| 1959  | Équipe inexistante | 1986 | Non qualifiée | 2014     | Non qualifiée |       |          |
| 1964  | Équipe inexistante | 1990 | Non qualifiée | 2018     | Non qualifiée |       |          |
| 1967  | Équipe inexistante | 1994 | Non qualifiée | 2022     | Non qualifiée |       |          |
| 1971  | Équipe inexistante | 1998 | Non qualifiée | 2026     | -             |       |          |
| 1975  | Équipe inexistante | 2002 | Non qualifiée | 2030     | -             |       |          |

#### AfroBasket
| Année | Position           |      | Année         | Position     |               | Année | Position |
| 1966  | Équipe inexistante | 1990 | Non qualifiée | 2013         | Non qualifiée |       |          |
| 1968  | Équipe inexistante | 1993 | Non qualifiée | 2015         | Non qualifiée |       |          |
| 1970  | Équipe inexistante | 1994 | Non qualifiée | 2017         | Non qualifiée |       |          |
| 1974  | Équipe inexistante | 1997 | Non qualifiée | 2019         | Non qualifiée |       |          |
| 1977  | Non qualifiée      | 2000 | Non qualifiée | 2021         | Non qualifiée |       |          |
| 1979  | Non qualifiée      | 2003 | Non qualifiée | 2023         | 4e            |       |          |
| 1981  | Non qualifiée      | 2005 | Non qualifiée | 2025         | 11e           |       |          |
| 1983  | Non qualifiée      | 2007 | Non qualifiée | 2027         | -             |       |          |
| 1984  | Non qualifiée      | 2009 | 9e            | Pays inconnu | -             |       |          |
| 1986  | Non qualifiée      | 2011 | 9e            | Pays inconnu | -             |       |          |